# Dictyochasma sinuosa
Dictyochasma sinuosa är en mossdjursart som först beskrevs av James Barrie Kirkpatrick 1888.  Dictyochasma sinuosa ingår i släktet Dictyochasma och familjen Phidoloporidae. Inga underarter finns listade i Catalogue of Life.